# توميسلاف جابريتش
توميسلاف جابريتش (بالكرواتية: Tomislav Gabrić)‏ مواليد 17 أغسطس 1995 في شيبينيك، كرواتيا، هو لاعب كرة سلة كرواتي. بدأ مسيرته الاحترافية في سنة 2011. يلعب في الدوري الإيطالي لكرة السلة الدرجة الثانية. لعب مع نادي سيبونا لكرة السلة في الدوري الكرواتي لكرة السلة الدرجة الأولى ونادي بيتيشت لكرة السلة في الدوري الروماني لكرة السلة.

## روابط خارجية
- توميسلاف جابريتش على موقع الاتحاد الدولي لكرة السلة (الإنجليزية)
- توميسلاف جابريتش على موقع كرة السلة الأوروبية.كوم (الإنجليزية)
- توميسلاف جابريتش على موقع ريلجم (الإنجليزية)
- توميسلاف جابريتش على موقع بروبوليرز (الإنجليزية)
- توميسلاف جابريتش على موقع سبورتس رفرنس (الإنجليزية)